# Mikołaj Górecki
Mikołaj Górecki (* 1. Februar 1971 in Katowice) ist ein polnischer Komponist. Er ist der Sohn von Henryk Mikołaj Górecki.

## Leben
Im Alter von sechs Jahren begann er seine musikalische Ausbildung auf der Geige, ein Jahr später folgte Klavierunterricht. Nachdem er 1990 von der Staatlichen Musikschule Katowice (Państwowe Liceum Muzyczne w Katowicach) in der Klavierklasse graduierte, begann er das Kompositionsstudium in der dortigen Musikakademie bei seinem Vater Henryk Mikołaj Górecki, welches er 1995 „mit Auszeichnung“ beendete. In den Jahren 1996 und 1997 erhielt er zwei Stipendien des The Banff Centre for the Arts in Kanada, wo er sein kompositorisches Handwerk vervollkommnete. Im Jahr 2000 promovierte er im Fach Komposition an der Indiana University, Bloomington, USA. Von 2000 bis 2001 unterrichtete er an der McGill University in Montreal. Górecki lebt und arbeitet in den USA.

## Preise
- 1988: 1. Preis beim 1. Kompositionswettbewerb für junge Komponisten in Bielsko-Biała für Prelüdien für Klavier
- 1994: 3. Preis 'Kapituły Krytyków' beim 2. Forum junger Komponisten in Krakau für die Sonate für Klarinette und Klavier (1993–1994).

## Werkliste
- Concertino für Klavier und Orchester (1990)
- Vier Orchesterstücke (1990)
- Adagio für Orchester (1990)
- Appassionato für Sopran, Chor und Orchester (1991)
- Drei Stücke für Klarinette und Klavier (1992)
- Sonate für Klarinette und Klavier (1993–1994)
- Klavierquintett (1995)
- Toccata für zwei Klaviere (1996)
- Sechs Bagatellen für Violine, Violoncello und Klavier (1997)
- Capriccio für Klavier und Orchester (1998)
- Drei Fragmente für Streichorchester (1998)
- Sinfonietta für 12 Instrumente und Schlagzeug (1998)
- Drei Episoden für Orchester (1999)
- Drei Intermezza (Version I) für Klarinette und Streichsextett (1999)
- Drei Intermezza (Version II) für zwei Klarinetten und Streichorchester (1999)
- In memoriam (A. Sch., A. B., A. W.) für sechs Instrumente (1999)
- Kantate für großes Streichorchester (1999)
- Sonate für Violine und Klavier (1999)
- Concerto-Notturno für Violine und Streichorchester (2000)
- Arioso für Orchester (2000)
- Gościu, siądź pod mym liściem für gemischten Chor a cappella zu Versen von Jan Kochanowski (2000)
- Ouvertüre für Streichquartett (2000)
- Gloria für gemischten Chor und Streichorchester (2000)
- Konstellationen für 15 Interpreten (2001)
- Drei kurze Rezitative für Sopran und Streichtrio zu Versen von Jarosław Iwaszkiewicz (2001)
- Symphonie Nr. 1 für Orchester  (2002)
- Variationen für Flöte und Klavier (2002)
- Orfeusz i Eurydyka für Orchester (2003)
- Konzert für Flöte und Orchester (2004)
- Sonate für Violine und Klavier Nr. 2 (2004)
- Transfigurationen für Klarinette solo (2004)
- Beata es, Virgo Maria, Motette für chór żeński (2004)
- Sonate für zwei Klaviere (2005)
- Anamorfozy für Orchester (2006)
- Zan tontemiquico für Orchester (2006)
- Dyspersje für Streichquartett  (2006)
- Quartett für Klarinette, Posaune, Violoncello und Klavier (2007)